# Valdis Muižnieks
Valdis Muižnieks (22. února 1935, Riga – 29. listopadu 2013) byl lotyšský basketbalista, který reprezentoval Sovětský svaz. S jeho reprezentací třikrát vyhrál mistrovství Evropy (1957, 1959, 1961) a získal tři stříbrné medaile na olympijských hrách (1956, 1960, 1964). Hrál za ASK Rīga, s nímž třikrát vyhrál Euroligu (1958, 1959, 1960), čtyřikrát sovětské mistrovství (1955, 1956, 1957, 1958). V roce 1959 byl jmenován zasloužilým mistrem sportu SSSR.